# Vrstva kompatibility
Vrstva kompatibility je rozhraní, které umožňuje spouštění softwaru napsaného a kompilovaného pro jiný operační systém nebo platformu. Vrstva překládá volání API a jiné softwarové funkce vytvořené pro cizí platformu a přeloží je, aby byly srozumitelné pro platformu, na které chceme software spustit. 
Emulace a virtualizace může splňovat podobný účel jako vrstva kompatibility (možnost spouštění softwaru pro jinou platformu), je mezi nimi však několik zásadních rozdílů. Emulace využívá software na napodobení softwaru i hardwaru, virtualizace simuluje další počítač v již spuštěném operačním systému. Vrstva kompatibility na rozdíl od emulace a virtualizace umožňuje výrazně vyšší potencionální efektivitu a rychlost, jelikož jen překládá program za běhu a nemusí simulovat hardware.

## Software
- Wine – překládá software napsaný pro Microsoft Windows a umožňuje spouštění na UN*X platformách[4]
- Proton – založený na Wine, optimalizovaný pro spouštění videoher vytvořených pro Microsoft Windows na platformách založených na Linuxu[5]
- Rosetta 2 – umožňuje spouštění softwaru vytvořeného pro platformu X86 (Intel) na platformě ARM, jen pro macOS[6]
- Crossover – překládá software vytvořený pro Microsoft Windows na platformách Linux, macOS a ChromeOS[7]
- WayDroid – překládá software vytvořený pro Android pro platformy Linux[8]
- Game Porting Toolkit – vytvořený společností Apple pro vývojáře videoher pro zjednodušení portování videoher z Microsoft Windows na macOS[9]